# Mario Murillo (periodista)
Mario A. Murillo (Nueva york, Estados Unidos) es un periodista, documentalista radiofónico, investigador, escritor y profesor asociado en la Universidad Hofstra

## Biografía
Mario Murillo nació en Nueva york, Estados Unidos su padre nació en Subachoque, Cundinamarca, a las afueras de la ciudad de Bogotá, Colombia, y su madre era de Moca, Puerto Rico. 

### Estudios
Murillo tiene una licenciatura en Ciencias Políticas y Periodismo, así como una maestría, también de la Universidad de Nueva Yorken Ecología de los medios.
Fue becario Programa Fulbright en el 2008 en Colombia, donde trabajó en la Pontificia Universidad Javeriana en Bogotá en su departamento de comunicación social.

### Carrera
Es profesor de Comunicación y Estudios Latinoamericanos en la Universidad Hofstra, y actualmente es vicedecano de la escuela de comunicación Lawrence Herbert de esa misma universidad. Imparte cursos en periodismo radiofónico y Producción Radiofónica, así como de Estudios de Medios, Estudios Latinoamericanos y Estudios de Paz.
Ha trabajado en la radio comercial, pública y comunitaria desde 1986. Su experiencia incluye anteriormente ser anfitrión y productor de Wakeup Call en WBAI , una estación propiedad de Pacifica en Nueva York. Profesor asociado en la Universidad Hofstra. Es un estudioso de los medios de los medios comunicación y un periodista galardonado, es un miembro activo de los Consejos Asesores del Centro de Participación Cívica de Hofstra y del Centro de "Raza", Cultura y Justicia Social. En sus más de 30 años en la radio, se ha desempeñado como Director de Programa, director de programación de Asuntos Públicos y presentador y productor en WBAI Pacifica Radio en Nueva York, fue corresponsal de largometraje de Latino USA de NPR y se desempeñó como presentador invitado habitual. en WNYC New York Public Radio. Actualmente presenta un programa de radio en vivo quincenal "Rumba Therapy" en WIOX Community Radio en Roxbury, en la región central de Catskills de Nueva York, ( WIOXRadio.org o 91.3FM), y es consejero de la facultad y productor en WRHU 88.7FM, la estación de radio con licencia comunitaria, administrada por estudiantes y galardonada de la Universidad Hofstra.

### Acerca de su obra
Es autor de "Colombia y Estados Unidos: guerra, inquietud y desestabilización" (2004)  así como  " Islas de resistencia: Puerto Rico, Vieques y la política de los Estados Unidos" (2001), y ha escrito e informado ampliamente sobre América Latina para una serie de publicaciones y revistas. Gran parte de su trabajo se ha centrado en la política estadounidense en América Latina, y ha dedicado un tiempo considerable a proyectos de radio comunitaria de base en comunidades rurales en Colombia.
Como periodista, documentalista radiofónico, escritor e investigador, ha centrado gran parte de su atención en el papel cultural y social del interés público, la radio comunitaria que juega en contextos locales y nacionales, y considera que los medios ciudadanos son una herramienta fundamental de afirmación cultural, expresión artística, compromiso cívico y participación política.

## Libros
- 2001 Islas de resistencia: Puerto Rico
- 2001 Vieques y la política de los Estados Unidos
- 2004 Colombia y Estados Unidos: guerra, inquietud y desestabilización